# 吉貝發電廠
吉貝發電廠為一座位於臺灣澎湖縣白沙鄉吉貝村上的小型火力發電廠，該座發電廠由台灣電力公司所擁有，全名為台灣電力股份有限公司吉貝發電廠。目前吉貝發電廠自澎湖本島與吉貝島之間的海底電纜完成並供電後，吉貝發電廠便結束商轉停機，然而為防備海底電纜遭扯斷而無電力可用之狀態，因此吉貝發電廠保留為備役狀態。

## 沿革
吉貝發電廠最初於由吉貝島上的居民自行從澎湖本島上購買發電機組，並自行經營當地的發電與供電業務。當時，吉貝島上僅有裝置容量30KW的火力發電機組一部，每天供電時間僅有晚上供電6小時。直到1974年7月，吉貝島上的供電業務正式由台灣電力公司接辦。台電公司接手後，於1979年5月，另新建新吉貝發電廠一座，由大同公司負責廠內機組與設施安裝，當時廠內預計將裝設一部裝置容量300KW的發電機組，該項發電廠新建工程於隔年，1980年7月24日完工。而發電廠完工商轉後，也在此時，吉貝島能夠全天候24小時供電。
台電公司再接辦澎湖離島電力供電業務後，總投資金額高達新臺幣1億2,000萬，並讓包含吉貝發電廠在內的虎井發電廠及鳥嶼發電廠等離島小型火力發電機組，都能夠全天候24小時供電。後續台電公司也持續在吉貝發電廠擴充與更新機組，直到2005年12月時，吉貝發電廠廠內發電機組的裝置容量已到達1,240KW。
1994年11月，台電公司開始計畫尖山發電廠之新建工程，該計畫將取代澎湖發電廠之功能，並將尖山發電廠之電力也以海底電纜之形式供應至澎湖本島鄰近的島嶼，其中，吉貝島的海底電纜工程中，預計將於海底敷設四條總長9.01公里，電壓25KV AWG #1 鎧裝單芯硬銅線的交連PE海底電纜，由澎湖本島赤崁到達吉貝島，工程於1998年3月26日完工供電。自此，吉貝發電廠失去作用後，台電公司即停止發電廠營運，然而台電公司因顧慮若海底電纜可能會遭逢任何因素而無法供電，將導致吉貝島完全陷入黑暗，因此台電公司並未將發電廠拆除，但僅保留兩部裝置容量300KW的緊急發電機為技術性可運轉狀態。
2015年1月5日，澎湖縣政府委外的工程公司在執行吉貝漁港浚深工程時，其清淤中的挖土機不慎將海中的電纜挖斷，導致吉貝全島大停電。台電公司得知後，緊急動員35名發電與線路技術人員前往吉貝島上的吉貝發電廠進行廠內兩部緊急發電機的搶修與測試，讓其恢復商轉發電。另外也與中油公司協調，漏夜將發電廠所需的桶裝油料運送至島上，當晚11時，吉貝島重新開始恢復少部分供電。1月6日上午，台電公司緊急調派裝置容量300KW、100KW以及60KW的發電機組各一部共三部到吉貝島上，直到當日下午3時，吉貝發電廠才完全恢復供電。
台電公司澎湖區營業處也開始進行海底電纜破壞狀況的評估，總毀損線路包含4條纜線斷裂與八粒接頭毀損，預估如重新對外招標施工須至少7個月的時間才能修復。因此台電公司開始自行維修，工程中，受限於當季東北季風的干擾，使得修復工程數度暫停，直到將近過了約半個月後，才搶修完畢，經絕緣測試通過後，海底電纜才重新恢復供電，吉貝發電廠也再度停止運轉回到備役狀態。

## 設施

### 發電機組
| 名稱       | 發電機組類型 | 機組數量 | 發電燃料 | 裝置容量（kW） | 興建年代                     | 狀態     |
| ---------- | ------------ | -------- | -------- | -------------- | ---------------------------- | -------- |
| 緊急發電機 | 柴油發電機   | 1        | 柴油     | 300KW          |                              | 停機備役 |
| 緊急發電機 | 柴油發電機   | 1        | 柴油     | 300KW          |                              | 停機備役 |
|            | 柴油發電機   | 1        | 柴油     | 300KW          | 2015年1月6日（應急調派機組） | 停機備役 |
|            | 柴油發電機   | 1        | 柴油     | 100KW          | 2015年1月6日（應急調派機組） | 停機備役 |
|            | 柴油發電機   | 1        | 柴油     | 60KW           | 2015年1月6日（應急調派機組） | 停機備役 |

## 資料來源
1. 1 2 3 4 5 6  朱瑞墉.  (PDF). 源雜誌. 2009-07  [2016-03-12]. （原始内容存档 (PDF)于2021-04-12） （中文（臺灣））.
2. ↑  . 大同公司.   [2016-03-12]. （原始内容存档于2019-06-05） （中文（臺灣））.
3. 1 2 3  . 經濟部能源局 - 能源報導. 2005-12  [2016-03-12]. （原始内容存档于2017-01-11） （中文（臺灣））.
4. ↑  . 台灣電力公司.   [2016-03-12]. （原始内容存档于2016-03-03） （中文（臺灣））.
5. 1 2   (PDF). 台電月刊7月號. 2011-07  [2016-03-12]. （原始内容 (PDF)存档于2017-01-11） （中文（臺灣））.
6. 1 2 3 4  許逸民. . 蘋果日報. 2015-01-06  [2016-03-12]. （原始内容存档于2015-08-03） （中文（臺灣））.
7. 1 2  莊惠惠. . 澎湖日報. 2015-01-23  [2016-03-12]. （原始内容存档于2017-01-11） （中文（臺灣））.
8. 1 2  . 美麗島電子報.   [2016-03-12]. （原始内容存档于2017-01-11） （中文（臺灣））.
9. ↑  . YAHOO奇摩新聞. 2015-01-22  [2016-03-12]. （原始内容存档于2019-06-04） （中文（臺灣））.